# Arrondissement La Châtre
Arrondissement La Châtre (fr. Arrondissement de La Châtre) je správní územní jednotka ležící v departementu Indre a regionu Centre-Val de Loire ve Francii. Člení se dále na pět kantonů a 58 obcí.

## Kantony
- Aigurande
- La Châtre
- Éguzon-Chantôme
- Neuvy-Saint-Sépulchre
- Sainte-Sévère-sur-Indre